# Jardim Municipal da Praia da Vitória

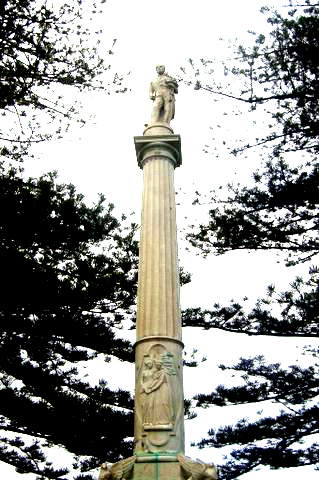
Monumento de José Silvestre Ribeiro, Jardim Municipal da Praia da Vitória, ilha Terceira, Açores, Portugal.

O Jardim Municipal da Praia da Vitória, ou Jardim Público, é um jardim português localizado no centro da cidade da Praia da Vitória, com acesso pela Rua de Jesus, na ilha Terceira.
Alberga uma estátua de José Silvestre Ribeiro que foi mandada erigir em 31 de Dezembro de 1879 pela população da cidade da Praia, em memória e agradecimento a este conselheiro que tomou a seu cargo a reedificação da Praia depois do terramoto de 15 de Junho de 1841, que ficou conhecido como Caída da Praia.
Este Jardim conjuntamente com o Jardim Duque da Terceira localizado na Cidade de Angra do Heroísmo são os unicos jardins municipais da ilha Terceira.